# Boiga beddomei
Boiga beddomei е вид змия от семейство Смокообразни (Colubridae).

## Разпространение
Видът е разпространен в Шри Ланка.